# Hilliard (Ohio)
Hilliard is een plaats (city) in de Amerikaanse staat Ohio, en valt bestuurlijk gezien onder Franklin County.

## Demografie
Bij de volkstelling in 2000 werd het aantal inwoners vastgesteld op 24.230.
In 2006 is het aantal inwoners door het United States Census Bureau geschat op 26.812, een stijging van 2582 (10,7%).

## Geografie
Volgens het United States Census Bureau beslaat de plaats een oppervlakte van
28,9 km², geheel bestaande uit land. Hilliard ligt op ongeveer 289 m boven zeeniveau.

## Plaatsen in de nabije omgeving
De onderstaande figuur toont nabijgelegen plaatsen in een straal van 12 km rond Hilliard.